# Nowa Brytania Zachodnia
Nowa Brytania Zachodnia (ang. West New Britain) – prowincja Papui-Nowej Gwinei, obejmująca zachodnią część wyspy Nowa Brytania oraz wiele mniejszych wysepek. Ośrodkiem administracyjnym prowincji jest Kimbe.
Prowincja została wydzielona w 1966. Do 1969 stolicą prowincji było Hoskins.